# Sidney Hillman
Sidney Hillman, född 23 mars 1887 i Žagarė, död 10 juli 1946 i Point Lookout, New York, var en amerikansk arbetarledare av litauisk härkomst.
Sidney Hillman deltog i ryska revolutionen 1905. När han kort därefter frigavs, utvandrade han till USA, där han blev ordförande i beklädnadsarbetarförbundet samt medlem av Political Action Committee.